# Djurgårdsloppet
Djurgårdsloppet är en cirka nio kilometer lång paddlingstävling runt Södra Djurgården i Stockholm. Loppet ägde rum för första gången 1902, och det är därmed en av Sveriges äldsta idrottstävlingar.

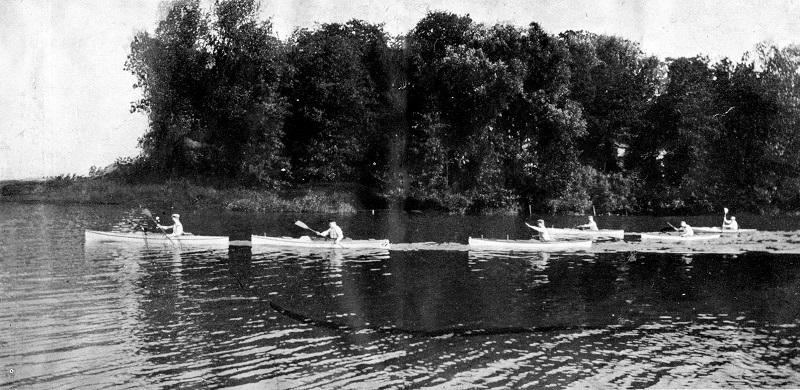
Djurgårdsloppet "(Djurgården rundt)" 1907

Tävlingen, som sedan starten arrangeras av Föreningen för Kanot-Idrott (FKI), äger för närvarande rum i månadsskiftet maj/juni. Den ingår sedan 2006 i den då startade Stockholmscupen, ett gemensamt arrangemang av tio kanotföreningar i Stockholmstrakten. Start och mål är vid Måsholmen, intill Djurgårdsbrunnskanalens mynning i Lilla Värtan, där FKI:s båthus är beläget.
Det första loppet "Djurgården rundt" ägde rum den 21 september 1902. Sex kanoter ställde upp. Loppet vanns av Paul Svenson, FKI, i kanoten AJS III. Tiden var 1:11:20.